# Liotyphlops taylori
Liotyphlops taylori — вид змій родини американських сліпунів (Anomalepididae). Ендемік Бразилії. Описаний у 2018 році. Вид названий на честь американського герпетолога Едварда Харрісона Тейлора.

## Поширення й екологія
Liotyphlops taylori відомі за типовим зразком, зібраним на екологічній станції Серра-дас-Арарас у муніципалітеті Порту-Естрела в штаті Мату-Гросу. Вони живуть у саванах серрадо.